# Luis Gueta
Luis Javier Gueta Reyes (* 20 de julio de 1976 en Santa Clara, Michoacán, México) es un futbolista mexicano retirado que jugaba en la posición de mediocampista. Jugó para Chivas Rayadas, Club Deportivo Guadalajara y Chivas Tijuana.
Surgió de las fuerzas básicas del Club Deportivo Guadalajara, llegó al equipo de Segunda División en 1995, para 1996 se incorpora a las reservas del primer equipo, y en el Invierno 1998 pasa a jugar a Chivas Tijuana.